# Estação Santa Apolónia
Santa Apolónia é uma estação do Metropolitano de Lisboa. Situa-se no concelho de Lisboa, em Portugal, servindo de terminal da Linha Azul. Foi inaugurada a 19 de dezembro de 2007 em conjunto com a estação Terreiro do Paço, no âmbito da expansão desta linha à Estação Ferroviária de Lisboa-Santa Apolónia.

## Descrição
Esta estação está localizada na Av. Infante D. Henrique, junto à Estação Ferroviária de Lisboa-Santa Apolónia, com a qual faz interface. A estação possibilita ainda o acesso ao Museu do Fado, ao Museu Militar de Lisboa e ao Terminal de Cruzeiros de Santa Apolónia. O projeto arquitetónico é da autoria do arquiteto Leopoldo de Almeida Rosa e as intervenções plásticas do artista plástico José Santa-Bárbara. À semelhança das mais recentes estações do Metropolitano de Lisboa, está equipada para poder servir passageiros com deficiências motoras, contando com vários elevadores e escadas rolantes que facilitam o acesso às plataformas.

## Acessos
Esta estação conta com três acessos pedonais e um elevador entre o átrio e a superfície:
- Acesso 1 / Elevador - está localizado no interior do edifício da Estação Ferroviária de Lisboa-Santa Apolónia. Está direcionado para nordeste e conta com duas escadas mecânicas assim como escadas pedonais e um elevador.
- Acesso 2 - está localizado no passeio nascente da Av. Infante D. Henrique, junto à Estação Ferroviária de Lisboa-Santa Apolónia. Está direcionado para nordeste e conta com escadas pedonais.
- Acesso 3 - está localizado no passeio nascente da Av. Infante D. Henrique, junto à Estação Ferroviária de Lisboa-Santa Apolónia. Está direcionado para sudoeste e conta com escadas pedonais.